# 雷布尼基
49°22′9″N 24°58′8″E / 49.36917°N 24.96889°E
雷布尼基（羅馬化：Rybnyky）是位於烏克蘭西部的村莊，由特諾皮爾州特諾皮爾區的薩蘭丘基市鎮負責管轄。該村始建於十七世紀，面積1.6平方公里，海拔高度263米，2014年人口267，人口密度每平方公里202.3人。